# Aubréville
Aubréville település Franciaországban, Meuse megyében. Lakosainak száma 367 fő (2022. január 1.). Aubréville Avocourt, Clermont-en-Argonne, Montzéville, Neuvilly-en-Argonne, Récicourt és Vauquois községekkel határos.

## Népesség
A település népességének változása:
| Lakosok száma | 418  | 359  | 387  | 395  | 391  | 391  | 374  | 361  | 360  | 367  |
|               | 1968 | 1982 | 1990 | 2006 | 2013 | 2015 | 2017 | 2019 | 2020 | 2022 |